# Plantengier
Plantengieren en -extracten zijn, anders dan gier van dierlijke oorsprong, volledig plantaardig (met uitzondering van soms toegevoegde eierschalen). Brandnetelgier is wel de meest bekende, en wordt vaak door kinderen reeds op de schooltuin geleerd te maken. De benodigde plantendelen laat men 1 tot 2 weken in een niet te koude ruimte staan in een emmer met (regen)water die wordt afgesloten met een deksel of een doek. Dagelijks eenmaal roeren.

## Recepten
In recepten voor plantengieren komt men vaak suiker tegen ten behoeve van het fermentatieproces, en wanneer de gier bedoeld is om insectenplagen te bestrijden helpt de door gisting ontstane alcohol vanwege het plak-effect. Enkele bekende voorbeelden van de vele extracten zijn
- brandnetel - tegen luizen en bemest de aarde
- kamille - tegen luizen
- alsem - tegen rupsen en bladluizen en galmijt op bramen
- smeerwortel - brengt kalium in
- goudsbloem - plantversterkend
- citrusschillen - tegen schurft
- knoflook - tegen schimmels, met name meeldauw en roest

Afhankelijk van de gebruikte planten kunnen plantengieren een zeer sterke oplossing worden en ook gevaarlijk voor de huid en slijmvliezen. Ze dienen te worden verdund voor ze op de plant wordt verneveld of aan de bodem toegediend.

## Wilgenwater
Wilgenwater is een zelf te bereiden vloeibaar stekmiddel waarbij wortelhormonen zijn onttrokken van de krulwilg (Salix matsudana), veelal te verkrijgen als losse takken bij de bloemist voor onder meer bloemstukken. Deze wilgentakken geven zeer veel wortelhormonen af aan het water in de vaas (vaak ziet men al snel wortelvorming onderaan de takken in de vaas), waardoor het wilgenwater ontstaat.
Groene, niet-verhoute delen kunnen eventueel nog met een blender tot zeer fijne deeltjes worden versneden en vermengd met het eerder verkregen water uit de vaas of overgieten met gekookt water. Wilgenwater kan voor stekken vloeibaar worden gebruikt of ertoe aan aarde worden toegevoegd.

## Kruidenthee
Voor kruidenthee worden geselecteerde planten overgoten met kokend water en daarin 1 tot 2 dagen getrokken. Een kruidenthee (zoals van klaver om stikstof in te brengen, of vlier tegen luizen) is milder dan plantengier en behoeft niet (of niet altijd) te worden verdund bij gebruik. Aan kruidenthee voor de tuin kan suiker worden toegevoegd, maar door de kortere bereidingstijd is er minder sprake van gisting. Ook hier weer geldt dat bepaalde planten als ingrediënt worden gekozen om bodem en gewassen te voeden, dan wel plagen en ziekten te bestrijden.